# البنية التحتية الشبكية الأوروبية
قالب:معلومات موقع
البنية التحتية الشبكية الأوروبية (EGI) عبارة عن سلسلة من الجهود التي تبذل للوصول إلى مصادر الحوسبة الإنتاجية المتقدمة عبر قارة أوروبا باستخدام تقنيات الحوسبة الشبكية. تربط البنية التحتية الشبكية الأوروبية عدة مراكز في دول أوروبا المختلفة لدعم الأبحاث الدولية في العديد من المجالات العلمية. تأسست منظمة EGI.eu عام 2010 للعمل على استدامة خدمات البنية التحتية الشبكية الأوروبية وقد اتبعت سلسلة من مشاريع الأبحاث كشبكة البيانات DataGrid و«إتاحة الشبكات للعلوم الإلكترونية».

## الهدف
أصبحت العلوم ترتكز على التعاون المفتوح بين الباحثين حول العالم بشكل مطّرد. إذ تستخدم الحوسبة المكثّفة لنمذجة النظم المعقدة ولمعالجة النتائج التجريبية.
في بدايات القرن الحادي والعشرين، أصبحت الحوسبة الشبكية شائعة في التوجهات العلمية كفيزياء الطاقة العالية والمعلومات الحيوية لدمج ومشاركة القدرة التي توفرها الحواسيب رغم تعقدها وفرادتها مع الأدوات العلمية الأخرى في عملية تعرف باسم العلوم الإلكترونية.
إضافة إلى قيمته العلمية، طوّر مجلس الاتحاد الأوروبي في 30 أيار (مايو) 2008 "الدور الأساسي للبنى التحتية الإلكترونية كآلية تكامل بين أعضاء الاتحاد الأوروبي والمناطق الأخرى والاتجاهات العلمية المختلفة، كمشاركة في تخطي حواجز الانقسام الرقمي.

## التاريخ
تم تمويل مشروع شبكة البيانات الأوروبية أول الأمر عام 2001 لمدة 3 سنوات كأحد مشاريع سلسلة برامج إطار العمل للأبحاث والتطوير التكنولوجي
كان فابريزيو غاغلياردي أول مدير لمشروع شبكة البيانات، وكانت ميزانية المشروع 12 مليون يورو، وقد كان اسم المشروع آنذاك «أبحاث وتطوير التكنولوجيا لشبكة البيانات العالمية».
كان الدافع الرئيسي وراء هذا المشروع متطلبات البيانات واسعة النطاق التي تطلبها مشروع مصادم الهدرونات الكبير التابع للمنظمة الأوروبية للأبحاث النووية (CERN).

## التركيب
في آذار (مارس) 2009، أعلن مجلس السياسات في البنية التحتية الشبكية الأوروبية أن مقره سيكون في أمستردام في هولندا في متنزّه أمستردام العلمي 
تأسست مؤسسة EGI.eu رسمياً في الثامن من شباط (فبراير) عام 2010 في أمستردام. تضمّن تغيير الاسم إضافة كلمة بنية تحتية لتعكس التحول من مجرد سلسلة من مشاريع الأبحاث قصيرة المدى إلى خدمات أكثر استدامة.
تدعم مبادرات الشبكة الوطنية التوجهات العلمية للحصول على الموارد المحوسبة ضمن الدول. تُدار البنية التحتية الشبكية الأوروبية بواسطة مجلس من ممثلي الدول الأعضاء في الهيئة، ويراقب المجلس الإدارة التنفيذية التي تدير التعاون الدولي بين دول الهيئة، وبذا يستطيع الباحثون مشاركة المصادر المحوسبة في مشاريع الأبحاث التشاركية الدولية. يستخدم نموذج الحكم الذي ينسق مبادرات الشبكة الوطنية سياسات عامة للعمليات المشتركة والتبعية التي يتبناها مركز الأبحاث الأوروبي.